# 내셔널 항공 (N8)
내셔널 항공(영어: National Airlines)은 미국의 화물 겸 전세편 항공사로 본사는 미국 미시간주 입실랜티에 위치해 있으며 1985년에 설립했다. 또한 사용하고 있는 허브 공항으로 월로우런 공항이 있다.

## 역사
항공사는 1985년에 설립해 1986년 12월에 취항을 시작했다. 초기에 미쓰비시 MU-2는 화물용으로 개발된 항공기로 얄려져 있다. 2005년 4월 머레이 에어의 자회사인 머레이 항공은 새로 산 파트 121 인증서 아래에서 합병했다. 머레이 항공은 당분간 별도의 사업체로 계속되지만 강력한 운영 동맹에 머레이 에어와 함께 참가한다. 2008년 12월 항공사는 내셔널 에어를 인수되고 나서 현재의 사명으로 변경과 동시에 운영하고 있다. 2009년 4월에 항공기가 추가로 도입되면서, 미시간주에서 화물 항공편 시작해 부르가름 공군 기지인 아프가니스탄 칸다하르 국제공항에 항공편이 확대되었다. 2010년 여름에 항공사는 에어프랑스로부터 3대의 보잉 747-400BCF 항공기를 도입했다. 이 항공기는 TF-NAC, TF-NAD와 TF-ALF로 에어 애틀랜타 아이슬란드에서 운항했다. 같은 해 보잉 757-200 (현재 퇴역) 을 구입해 전세편으로 취항하고 있다. 현재 내셔널 에어는 화물 겸 전세 항공사로 운영하고 있다.

## 보유 기종

### 현재 사용하는 기종
- 2025년 7월 기준으로 내셔널 항공은 다음과 같은 기종을 보유하고 있으며 평균 기령은 24.7년이다.[1]

### 퇴역 기종
- 보잉 727-100
- 보잉 727-200
- 보잉 737-200
- 보잉 747-100
- 보잉 757-200
- 더글러스 DC-6
- 더글러스 DC-8-30F
- 더글러스 DC-8-60F
- 더글러스 DC-8-70F
- 더글러스 DC-9
- 록히드 L-188 일렉트라
- 록히드 L-1049 슈퍼 콘스틸레이션
- 록히드 L-100-30H
- 맥도넬더글러스 DC-10-10
- 맥도넬더글러스 DC-10-30

## 사건 및 사고
- 내셔널 항공 102편 추락 사고 (2013년)

## 같이 보기
- 미국의 없어진 항공사 목록

## 사진

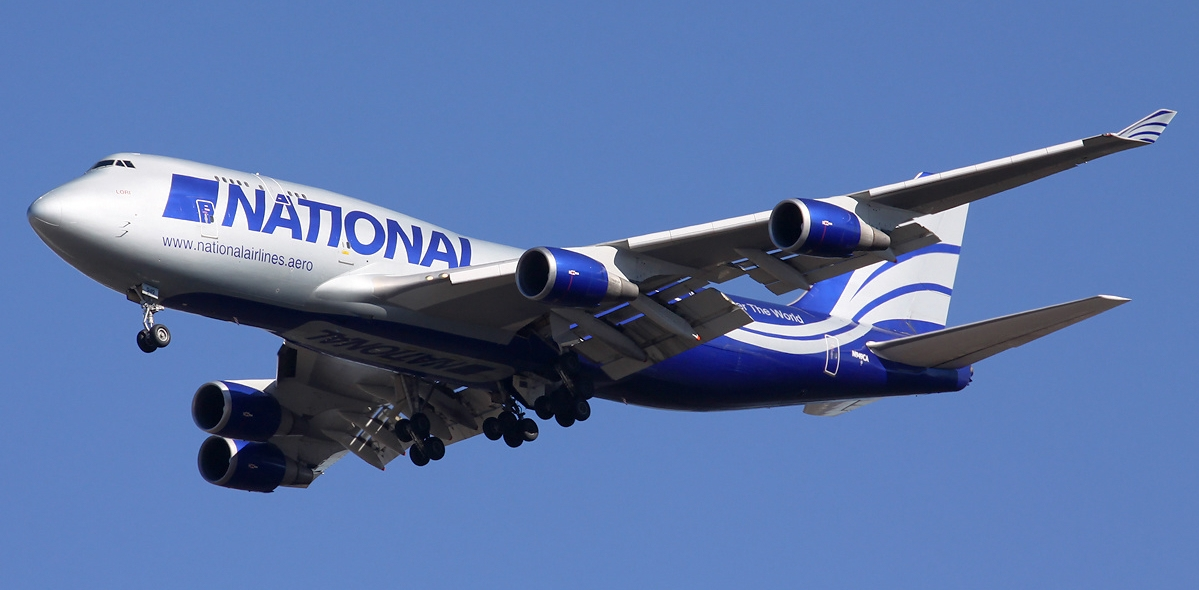
내셔널 항공 소속 보잉 747-400BCF 항공기